# Guillermina Bravo
Guillermina Nicolasa Bravo Canales (ur. 13 listopada 1920 w Chacaltianguis, zm. 6 listopada 2013 w Querétaro) – meksykańska tancerka, choreograf i dyrektor baletu.

## Życiorys
Guillermina Bravo rozpoczęła studia taneczne w krajowej szkole tańca, gdzie uczyła się tańca ludowego. Wraz z Aną Meridą założyła akademię tańca. W 1948 roku założyła National Ballet. W 1979 roku otrzymała nagrodę Premio Nacional de Ciencias y Artes. Zmarła 6 listopada 2013 w swoim domu w Querétaro mając 92 lata.